# خطاب تقديم

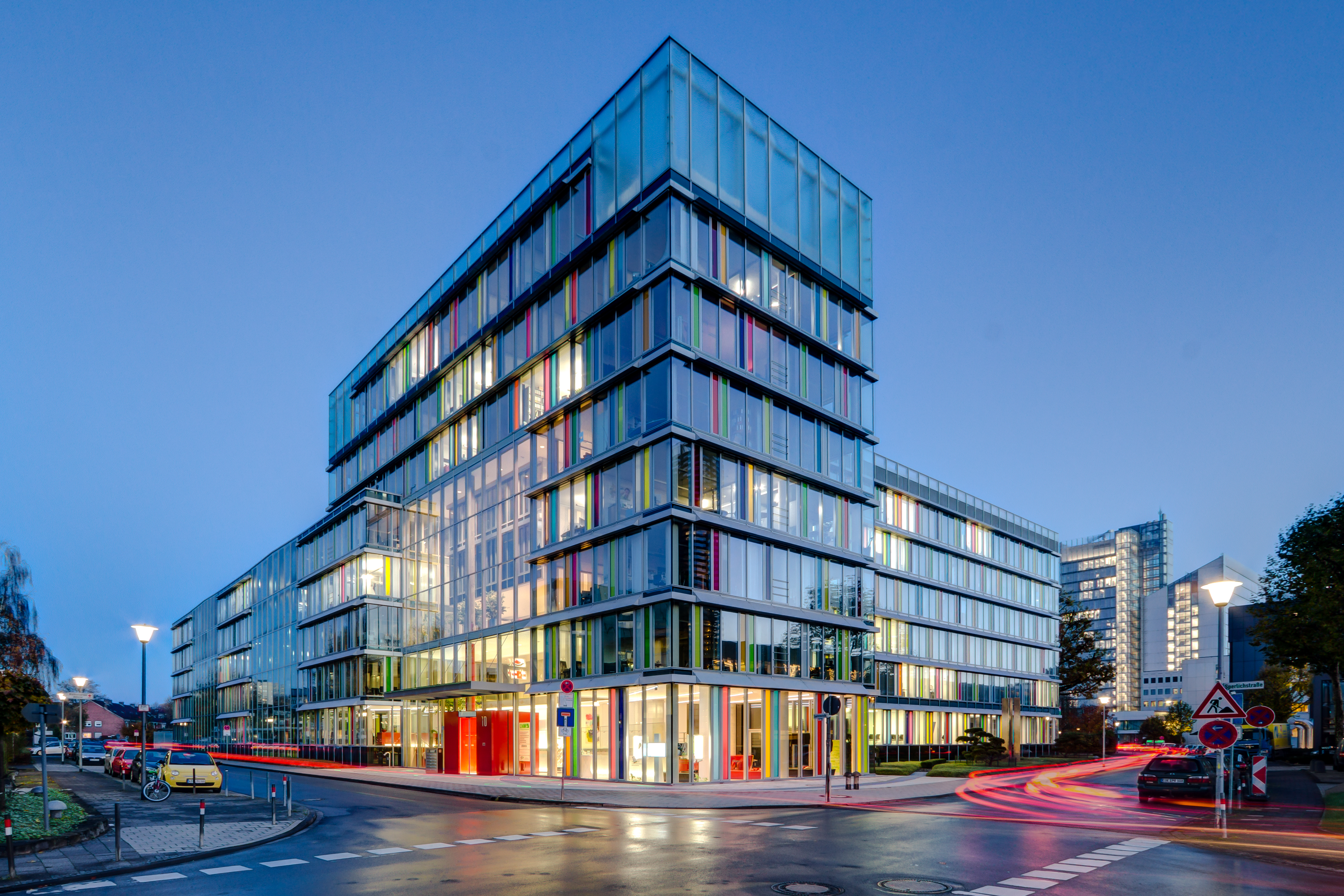

خطاب التقديم أو الخطاب التحفيزي أو المُفَسِّرَة أو رسالة الدوافع هو خطاب مقدمة مرفق بوثيقة أخرى مثل السيرة الذاتية.

## للعمالة
يرسل الباحثون عن عمل غالبا السيرة الذاتية أو طلبات التوظيف مرفقات لخطاب التقديم، لتقديم أنفسهم إلى الموظِف أو صاحب العمل المرتقب وللإشارة إلى رغبتهم في الوظيفة. أرباب العمل يبحثون عن خطابات التقديم الفردية والمدروسة لرصد المتقدمين الذين لا يبدون اهتماما كافيا لمنصبهم أو الذين يفتقرون إلى المهارات المطلوبة للكتابة.
و خطاب التقديم هو رسالة مرفقة تقدمك وتقدم سيرتك الذاتية لصاحب العمل المحتمل. يمكنك إرسال خطاب تقديم مع كل سيرة ذاتية ترسلها. خطاب التقديم ينبغي ألايكون أطول من صفحة واحدة وتحتوي على 2 إلى 3 فقرات قصيرة. استخدام معلومات ذات مغزى فأنت لا تريد أن تضيع وقت القارئ من خلال كتابة جمل حشو لا صلة لها بالموضوع. استخدم خط تايمز نيو رومان، لأنه هو الخط الهندسي التجاري الرسمي. لا تجعل الجمل قصيرة للغاية؛ فالقصر الشديد قد يعني أنك لم تبذل جهدا كبيرا في الخطاب، وذلك يجعل حافزك تبدو منخفضا.
هناك ثلاثة أنواع من خطابات التقديم:
- خطاب التسجيل أو الخطاب المدعو والذي يكون ردا على فتح فرص العمل في مكان معروف
- خطاب التنقيب أو غير المدعو والذي يستفسر عن المناصب الشاغرة
- خطاب الشبكات والذي يطلب معلومات ومساعدة في البحث عن وظيفة

### الهيئة
خطاب التقديم عموما يكون صفحة واحدة على الأكثر في الطول، وينقسم إلى رأس، ومضمون، وخاتمة.
- العنوان.خطاب التقديم يستخدم شكل خطاب العمل التقليدي، مع عنوان المرسل وغيرها من المعلومات، معلومات المستلم، وتاريخ إرسالها بعد عنوان المرسل أو المرسل إليه. ويتبع ذلك إشارة اختيارية (على سبيل المثال «ردا على: الفرص الداخلية في المؤسسة العالمية»)، وملحوظة اختيارية عن وسيلة الإرسال (على سبيل المثال«عبر البريد الإلكتروني لjobs @ example.net»). الجزء الأخير من الرأس يكون التحية (على سبيل المثال، «عزيزي مدير التوظيف»).
- المقدمة.المقدمة بإيجاز تحدد المنصب المطلوب، وينبغي أن تهدف إلى جذب الاهتمام الفوري لصاحب العمل.
- المضمون. المضمون يسلط الضوء على محتويات طلب وظيفة، ويفسر لماذا الباحث عن عمل مهتما بهذا المنصب، وسوف تكون ذات قيمة لصاحب العمل. أيضا، وعادة ما تشمل المسائل التي يتم مناقشتها المهارات، المؤهلات والخبرة السابقة. إذا كانت هناك أي أشياء خاصة يمكن ملاحظتها مثل توافر التواريخ، يمكن ان تضاف كذلك.
- الخاتمة. الخاتمة ترفع من قدر الرسالة، وتشير إلى أن الخطوة القادمة لمقدم الطلب والتي يتوقع أن يتخذها. أنها قد تبين أن مقدم الطلب يعتزم الاتصال برب العمل، وعلى الرغم من أن العديد يفضل الريق غير المباشرة بمجرد القول بأن مقدم الطلب سوف يتطلع إلى أن يسمع من أو يتحدث إلى رب العمل. بعد الختام يكون التوديع («مع خالص الشكر»)، ثم سطر التوقيع. اختياريا، اختصار "ENCL" يمكن أن يستخدم للإشارة إلى أن هناك مرفقات.

## استخدامات أخرى
خطابات التقديم يمكن أيضا أن تكون بمثابة أدوات التسويق لطالبي العمل. خطابات التقديم تستخدم برفقة وثائق العمل مثل العديد من طلبات الحصول على القروض (القروض العقارية) ومسودات العقود، والمقترحات، والوثائق التنفيذية. أنها قد تخدم غرض محاولة جذب اهتمام القارئ أو إقناع القارئ بشيء، أو أنها قد تكون مجرد قائمة جرد أو ملخص للوثائق المرفقة إلى جانب مناقشة للإجراءات المستقبلية المتوقعة التي سيتخذها المرسل أو المتلقي.

## وصلات خارجية
- المبادئ التوجيهية لشكل خطاب التقديم
- المبادئ التوجيهية لشكل خطاب التقديم